# سانتا كلارا (إسبانيا)
جزيرة سانتا كلارا (بالإسبانية: Isla de Santa Clara) جزيرة إسبانية تقع في بحر كانتابريا، هي تابعة لمقاطعة غيبوثكوا الواقعة في منطقة إقليم الباسك شمال إسبانيا.
تبلغ مساحة جزيرة سانتا كلارا 0,056 كم².